# مزرعه قاسم‌آباد
مزرعه قاسم‌آباد یک منطقهٔ مسکونی در ایران است که در دهستان کویرات (کرمان) واقع شده‌است. مزرعه قاسم‌آباد ۵۲ نفر جمعیت دارد.